# Имёлки
Имёлки (пол.  Imiołki) — село в Польше на территории гмины Кишково Гнезненского повета Великопольского воеводства.

## География
Село находится в 6 км от административного центра гмины села Кишково, 16 км от города Гнезно и 35 км от города Познань. Находится на территории Ледницкого ландшафтного парка.

## История
С 1975 по 1998 год село входило в Познанское воеводство. С 1980 года на территории села находится харцерская станция «Orle Gniazdo». В 2008 году в селе был построен Великопольский центр реабилитации.
1 января 2013 года от села Имёлки отделилась его часть под названием «Поля-Ледницке», которая стала административно самостоятельной деревней. До образования деревни Поля-Ледницке на территории села Имёлки с 1997 года проходил молодёжный съезд под названием «Ogólnopolskie Spotkanie Młodych — Lednica 2000» (Всепольская встреча молодёжи — Ледница 2000).

## Достопримечательности
- Возле села находится городище неолитического периода, входящее в состав Музея первых Пястов.
- Через село проходит Путь Святого Иакова.